# 부산극장
부산극장(釜山劇場)은 1934년에 세워진 부산 최초의 영화 상영 극장이며, 국내 최다 좌석(1관, 1,011석)을 보유하고 있다. 위치는 부산광역시 중구 비프광장로 36 (남포동5가)이다.

## 역사
- 1937년 부산 충무로 2가에 18번지 부산극장이 지어짐.
- 1951년 제10회, 11회국회(1951년 1월 ~ 1951년 6월까지)임시 국회로 사용
- 1955년 9월 13일 대규모 증축공사(부산 최대규모)
  - 대지 323평, 2층의 철근콘크리트구조이고 극장의 무대는 75평이다, 스크린의 사이즈는 가로11.5m, 세로 5.3m이고 좌석수는 1층과 2층 모두 합해 1,297석 이었으나 1층의 뒷좌석 부분은 기둥으로인해 영화관람이 어려웠다.
- 1959년 "한국영화전용상영관"으로 정착(1959년부터 72년까지단 한편의 외국영화도 상영되지 않았다)
- 1960년 부산극장이 전체 한국영화의 44%를 수용하면서 지방최고의 영화관으로 등장했다.
- 1973년 홍콩영화 "정무문"을 상영함으로써 "한국영화전용상영관"은 막을 내린다.
- 1982년 부산최초의 복합영화상영관으로 탈바꿈
- 1983년 현재의 건물을 완공
  - 대지 400여평, 지하 1층~지상 4층, 총 좌석수 1,491석
- 1993년 내부 구조를 변경하면서 현재의 부산극장을 갖췄다.(총 좌석수 2,265석)
- 1999년 중구 남포동 6가 78-2번지에 "부산극장 자갈치" 3개관을 개관하였다.
- 2000년 중구 남포동 5가 24-6번지 제일극장을 인수 하고 재신축(5개관, 총 924석)하였다.
  - 부산극장이 소유하고 있는 모든 상영관들의 좌석수는 4,074석이다.

## 구조
부산극장의 자랑인 1관은 복층식 구조이며 1층은 경사없이 평평한구조이다 스크린은 1층과 2층 중앙에 가로17m, 세로7.5m의 크기로 위치하고 있다. 1관 2층은 일반적으로 계단형 으로되어있어 영화보는데 불편함은 없다.
부산극장의 구관인 1관, 2관, 3관은 시설 노후화로 우리가 생각하는 최신시설이 아니고 계단형이 아닌 평지에서 고개를 위로 들어올려 영화를 감상하는 방식이다.
부산극장의 신관 4관, 5관, 6관, 7관, 8관은 부산극장 구관과 떨어져 있으며 상영관 바닥은 계단형이다.
영사기는 4K로 디지털영화를 감상하기에 충분하며 현재의 상영관중에서는 메가박스와 동일한 최고 시설을 자랑한다.

## 같이 보기
- 단성사